# Wasilij Anrep
Wasilij Konstantynowicz von Anrep (ros. Василий Константинович фон Анреп, ur. 29 września 1852 w Sankt Petersburgu, zm. 1 października 1927 w Paryżu) – rosyjski lekarz, fizjolog, farmakolog. Poseł do Trzeciej Dumy.

## Życiorys
Urodził się w Petersburgu jako jedyny syn Konstantyna Józefa v. Anrepa (1819–1852) i Julii Ozerskiej. Ukończył gimnazjum w Jekaterynosławiu (1870). Studiował prawo na Uniwersytecie w Sankt Petersburgu, ale po roku zmienił kierunek na medycynę. Studia ukończył w 1876 roku. Podczas wojny rosyjsko-tureckiej służył w armii jako lekarz wojskowy. Następnie wyjechał do Niemiec, gdzie studiował (1878–1881) farmakologię u Michaela Rossbacha na Uniwersytecie w Würzburgu, biologię u Isidora Rosenthala na Uniwersytecie w Erlangen, fizjologię u Carla Ludwiga na Uniwersytecie w Lipsku. W 1881 roku przedstawił dysertację doktorską. W 1882 roku został Privatdozentem farmakologii na Akademii Medyko-Chirurgicznej w Sankt Petersburgu, od 1884 do 1887 był profesorem medycyny sądowej na Charkowskim Uniwersytecie Imperatorskim, od 1887 do 1889 profesor medycyny sądowej w Petersburgu. Odznaczony Orderem Św. Aleksandra Newskiego.
Piastował też szereg stanowisk rządowych, ostatecznie zostając (1904) głównym inspektorem medycznym w ministerstwie zdrowia. Był założycielem Instytutu Medycyny Doświadczalnej i Żeńskiego Instytutu Medycznego w Sankt Petersburgu. Po rewolucji październikowej emigrował, mieszkał w Londynie i Paryżu; zmarł w Paryżu w 1927 roku.
W 1882 roku poślubił Praskowię Zacepin (1857–1918), wdowę po petersburskim prawniku. Mieli dwóch synów: Borisa (1883–1969) i Gleba (1890–1955).

## Dorobek naukowy
Pracując w Würzburgu u Rossbacha Anrep badał własności alkaloidów, w tym kokainy. W 1879 roku jako pierwszy na świecie odkrył anestetyczne działanie roztworu kokainy podanego miejscowo na skórę. Wyniki swoich doświadczeń opublikował w 1879 roku na łamach „Archiv für Physiologie”.